# 1970 a jogalkotásban
1970-ben az alábbi jogszabályokat alkották meg:

## Magyarország

### Törvények (4)
- 1970. évi I. törvény 	 a Magyar Népköztársaság 1969. évi költségvetésének végrehajtásáról [1]
- 1970. évi II. törvény 	 a népgazdaság negyedik ötéves tervéről [2]
- 1970. évi III. törvény 	 az országgyűlési képviselők és a tanácstagok választásáról szóló 1966. évi III. törvény módosításáról [3]
- 1970. évi IV. törvény 	 a Magyar Népköztársaság 1971. évi költségvetéséről és a tanácsok 1971–1975. évi pénzügyi tervének költségvetési szabályozóiról

### Törvényerejű rendeletek (40)
- Forrás: Törvényerejű rendeletek teljes listája (1949 - 1989)

- 1970. évi 1. törvényerejű rendelet 	 a Magyar Népköztársaság és az Olasz Köztársaság között Budapesten, az 1965. évi szeptember hó 21. napján aláírt kulturális egyezmény kihirdetéséről
- 1970. évi 2. tvr. 	 a Magyar Népköztársaság Kormánya és a Román Szocialista Köztársaság Kormánya között a polgári légiszállításra vonatkozóan Budapesten, 1969. évi május hó 13. napján aláírt Egyezmény kihirdetéséről
- 1970. évi 3. tvr. 	 a honvédelemről szóló 1960. évi IV. törvény egyes rendelkezéseinek módosításáról
- 1970. évi 4. tvr. 	 az útlevelekről
- 1970. évi 5. tvr. 	 a Magyar Népköztársaság Kormánya és a Szudáni Köztársaság Kormánya között Budapesten, az 1967. évi október hó 14. napján aláírt kulturális és tudományos együttműködési egyezmény kihirdetéséről
- 1970. évi 7. tvr. 	 a közkegyelem gyakorlásáról
- 1970. évi 8. tvr. 	 a Magyar Népköztársaság Kormánya és a Lengyel Népköztársaság Kormánya között Varsóban, az 1968. évi október hó 31. napján aláírt kulturális és tudományos együttműködési egyezmény kihirdetéséről
- 1970. évi 9. tvr. 	 a tudományos fokozatokról és a tudományos minősítésről
- 1970. évi 10. törvényerejű rendelet 	 a dolgozók betegségi biztosításáról szóló 1955. évi 39. törvényerejű rendelet módosításáról
- 1970. évi 11. törvényerejű rendelet 	 a Bolgár Népköztársaság, a Magyar Népköztársaság, a Német Demokratikus Köztársaság, a Mongol Népköztársaság, a Lengyel Népköztársaság, a Román Szocialista Köztársaság, a Szovjet Szocialista Köztársaságok Szövetsége és a Csehszlovák Szocialista Köztársaság Kormánya között Moszkvában, 1969. február 27-én aláírt, a Nemzetközi Tudományos és Műszaki Tájékoztatási Központ alapításáról szóló egyezmény kihirdetéséről
- 1970. évi 12. törvényerejű rendelet 	 az Egyesült Nemzetek Szervezete Közgyűlésének XXII. ülésszakán, 1968. június 12-én elhatározott, a nukleáris fegyverek elterjedésének megakadályozásáról szóló szerződés kihirdetéséről
- 1970. évi 13. törvényerejű rendelet 	 a Magyar Népköztársaság Kormánya és a Bolgár Népköztársaság Kormánya között a légiközlekedés tárgyában Szófiában, 1969. évi augusztus hó 29. napján aláírt Egyezmény kihirdetéséről
- 1970. évi 14. törvényerejű rendelet 	 a Magyar Népköztársaságnak New Yorkban, 1965. április 14-én kelt Harmadik Nemzetközi Ónegyezményhez való csatlakozása kihirdetéséről
- 1970. évi 15. törvényerejű rendelet 	 a Magyar Népköztársaság Kormánya és a Holland Királyság Kormánya között Budapesten, az 1968. évi február hó 14. napján aláírt kulturális egyezmény kihirdetéséről
- 1970. évi 16. törvényerejű rendelet 	 az „Életbiztonság a Tengeren” tárgyban Londonban, az 1960. évi június hó 17. napján kelt Egyezmény kihirdetéséről
- 1970. évi 17. törvényerejű rendelet 	 a Magyar Népköztársaság és a Német Demokratikus Köztársaság között a kettős állampolgársággal kapcsolatos kérdések rendezéséről Budapesten, 1969. december 17-én aláírt Szerződés kihirdetéséről
- 1970. évi 18. törvényerejű rendelet 	 az ipari tulajdon oltalmára létesült uniós egyezmények 1967. július 14-én Stockholmban felülvizsgált, illetve létrehozott szövegének kihirdetéséről
- 1970. évi 19. törvényerejű rendelet 	 a gazdasági társulásokról
- 1970. évi 20. törvényerejű rendelet 	 a Debreceni Agrártudományi Egyetem létesítéséről
- 1970. évi 21. törvényerejű rendelet 	 a Keszthelyi Agrártudományi Egyetem létesítéséről
- 1970. évi 22. törvényerejű rendelet 	 a Pénzügyi és Számviteli Főiskola létesítéséről
- 1970. évi 23. törvényerejű rendelet 	 az Élelmiszer-ipari Főiskola létesítéséről
- 1970. évi 24. törvényerejű rendelet 	 a Pollack Mihály Műszaki Főiskola létesítéséről
- 1970. évi 25. törvényerejű rendelet 	 a tanárképző főiskolán folyó képzésről
- 1970. évi 26. törvényerejű rendelet 	 a kisiparosok ipargyakorlásáról szóló 1958. évi. 9. törvényerejű rendelet módosításáról
- 1970. évi 27. törvényerejű rendelet 	 a Magyar Népköztársaság és a Luxemburgi Nagyhercegség között a légiközlekedés tárgyában Budapesten, 1964. évi november hó 3. napján aláírt Egyezmény kihirdetéséről
- 1970. évi 28. törvényerejű rendelet 	 az erdőkről és a vadgazdálkodásról szóló 1961. évi VII. törvény egyes rendelkezéseinek módosításáról
- 1970. évi 29. törvényerejű rendelet 	 a Magyar Népköztársaság Kormánya és a Csehszlovák Szocialista Köztársaság Kormánya között a nemzetközi közúti fuvarozás tárgyában Budapesten, 1969. évi április hó 12. napján aláírt egyezmény kihirdetéséről
- 1970. évi 30. törvényerejű rendelet 	 a Magyar Népköztársaság Kormánya és a Német Demokratikus Köztársaság Kormánya között a posta és távközlés területén folytatandó együttműködés tárgyában Berlinben, 1969. évi április hó 23. napján aláírt Egyezmény kihirdetéséről
- 1970. évi 31. törvényerejű rendelet 	 a Magyar Népköztársaság és a Marokkói Királyság között a légi szállítások tárgyában Rabatban, 1967. évi március hó 21. napján aláírt Egyezmény kihirdetéséről
- 1970. évi 32. törvényerejű rendelet 	 a Magyar Népköztársaság és Románia Szocialista Köztársaság között a növényvédelem és a növény-egészségügyi zárszolgálat terén való együttműködésről Budapesten, 1969. május 21. napján aláírt egyezmény kihirdetéséről
- 1970. évi 33. törvényerejű rendelet 	 a Magyar Népköztársaság Kormánya és a Francia Köztársaság Kormánya között Párizsban, az 1970. évi február hó 17. napján aláírt, a filmek együttes készítéséről és filmek cseréjéről szóló egyezmény kihirdetéséről
- 1970. évi 34. törvényerejű rendelet 	 a mezőgazdasági termelőszövetkezetek tagjainak kötelező kölcsönös nyugdíjbiztosításáról szóló 1966. évi 30. törvényerejű rendelet módosításáról
- 1970. évi 35. törvényerejű rendelet 	 az egyesületekről
- 1970. évi 36. törvényerejű rendelet 	 a szőlő- és gyümölcstermesztésről, valamint a borgazdálkodásról
- 1970. évi 37. törvényerejű rendelet 	 a Kormányközi Tengerészeti Tanácskozó Szervezetről Genfben, az 1948. évi március hó 6. napján kelt Egyezmény kihirdetéséről
- 1970. évi 38. törvényerejű rendelet 	 a népi ellenőrzésről szóló 1968. évi V. törvény módosításáról
- 1970. évi 39. törvényerejű rendelet Rendőrtiszti Főiskola létesítéséről
- 1970. évi 40. törvényerejű rendelet 	 a Magyar Népköztársaság Kormánya és a Csehszlovák Szocialista Köztársaság Kormánya között a növényvédelem terén való együttműködésről Budapesten, 1969. évi október hó 25. napján aláírt egyezmény kihirdetéséről

### Kormányrendeletek
- 1/1970. (I. 22.) Korm. rendelet 	 a megyei (fővárosi) élelmiszerellenőrző és vegyvizsgáló intézetekről
- 2/1970. (II. 3.) Korm. rendelet 	 a szállítási szerződésekről szóló 10/1966. (II. 14.) Korm. rendelet módosításáról
- 3/1970. (II. 15.) Korm. rendelet 	 a Magyar Tudományos Akadémiáról szóló 1969. évi 41. törvényerejű rendelet hatályba lépéséről és a Magyar Tudományos Akadémia alapszabályainak jóváhagyásáról
- 4/1970. (III. 3.) Korm. rendelet 	 az útlevelekről
- 5/1970. (III. 22.) Korm. rendelet 	 a háztáji állattartás fejlesztését szolgáló egyes munkaügyi és társadalombiztosítási kérdések rendezéséről
- 6/1970. (III. 25.) Korm. rendelet 	 a Magyar Népköztársaság egyes kitüntető címeinek viselésére jogosult személyek nyugellátásáról szóló 40/1963. (XII. 27.) Korm. rendelet módosításáról
- 7/1970. (IV. 1.) Korm. rendelet 	 a fegyveres erők, a fegyveres testületek és a rendészeti szervek tagjainak a testületekkel szemben fennálló anyagi felelősségéről
- 8/1970. (VI. 1.) Korm. rendelet 	 az idegenvezetésről
- 9/1970. (IV. 21.) Korm. rendelet 	 a kisajátításról szóló 1965. évi 15. törvényerejű rendelet végrehajtása tárgyában kiadott 13/1965. (VII. 24.) Korm. rendelet módosításáról
- 10/1970. (IV. 29.) Korm. rendelet 	 az Országos Mezőgazdasági Minőségvizsgáló Intézetről
- 11/1970. (IV. 29.) Korm. rendelet 	 a villamos energia fejlesztéséről, átviteléről és elosztásáról szóló 1962. évi IV. törvény végrehajtására kiadott 40/1962. (XI. 11.) Korm. rendelet módosításáról és kiegészítéséről
- 12/1970. (V. 5.) Korm. rendelet 	 a tudományos fokozatokról és a tudományos minősítésről szóló 1970. évi 9. törvényerejű rendelet végrehajtásáról
- 13/1970. (V. 17.) Korm. rendelet 	 a mezőgazdasági traktorokra vonatkozó egyes jogszabályok hatályon kívül helyezéséről
- 14/1970. (V. 24.) Korm. rendelet 	 a pénzérmék kibocsátásáról
- 15/1970. (V. 26.) Korm. rendelet 	 a raktárgazdálkodásról
- 16/1970. (V. 26.) Korm. rendelet 	 az ötéves megszakításhoz fűződő nyugdíjjogi hátrányok enyhítéséről
- 17/1970. (VI. 3.) Korm. rendelet 	 a dolgozók betegségi biztosításáról szóló 1955. évi 39. törvényerejű rendelet végrehajtása tárgyában kiadott 71/1955. (XII. 31.) MT rendelet módosításáról
- 18/1970. (VI. 4.) Korm. rendelet 	 a raktári dolgozók leltárfelelősségéről
- 19/1970. (VI. 7.) Korm. rendelet 	 az utakról szóló 1962. évi 21. törvényerejű rendelet végrehajtása tárgyában kiadott 34/1962. (IX. 16.) Korm. rendelet módosításáról
- 20/1970. (VI. 14.) Korm. rendelet 	 a talált dolgok tekintetében követendő eljárásról szóló 18/1960. (IV. 13.) Korm. rendelet módosításáról
- 21/1970. (VI. 21.) Korm. rendelet 	 a fák védelméről
- 22/1970. (VI. 26.) Korm. rendelet 	 a kisajátításról szóló jogszabályoknak különösen nagy kárt okozó elemi csapás esetén történő eltérő alkalmazásáról
- 23/1970. (VII. 4.) Korm. rendelet 	 a találmányok és egyéb hasznosítható műszaki megoldások külföldre juttatásának engedélyezéséről és nyilvánosságra hozataláról
- 24/1970. (VIII. 5.) Korm. rendelet 	 a Pénzügyminisztérium Bevételi Főigazgatóságának felállításáról szóló 16/1967. (VI. 18.) Korm. rendelet módosításáról
- 25/1970. (VIII. 5.) Korm. rendelet 	 a megyei (fővárosi, megyei jogú városi) illetékkiszabási és vállalati adóhivatalok átszervezéséről szóló 27/1967. (IX. 1.) Korm. rendelet módosításáról
- 26/1970. (VIII. 7.) Korm. rendelet 	 a Felsőfokú Villamosenergiaipari Technikum megszüntetéséről
- 27/1970. (VIII. 7.) Korm. rendelet 	 a Nyiregyházi Tanítóképző Intézet megszüntetéséről
- 28/1970. (VIII. 7.) Korm. rendelet 	 a zeneoktatás reformjáról szóló 68/1952. (VI. 17.) MT rendelet módosításáról
- 29/1970. (VIII. 7.) Korm. rendelet 	 a főiskolákról, a felsőfokú intézetekről, valamint az egyetemeken szervezett főiskolai karokról
- 30/1970. (VIII. 18.) Korm. rendelet 	 a kitelepítést, illetve áttelepítést indokolatlanul elmulasztó, a fővárosban működő vállalatokra és kisipari szövetkezetekre vonatkozó eljárásról
- 31/1970. (VIII. 18.) Korm. rendelet 	 a gyógyfürdő- és üdülésügy, valamint az ásvány és gyógyvizek feltúrása és hasznosítása egyes kérdéseinek rendezéséről szóló 11/1965. (VII. 11.) Korm. rendelet kiegészítéséről
- 32/1970. (VIII. 21.) Korm. rendelet 	 az erdőkről és a vadgazdálkodásról szóló törvény módosítására kiadott 1970. évi 28. törvényerejű rendelet végrehajtásáról
- 33/1970. (IX. 13.) Korm. rendelet 	 az anyakönyvek vezetéséről és a házasságkötési eljárásról szóló rendelet módosításáról
- 34/1970. (IX. 13.) Korm. rendelet 	 a levéltári anyag védelméről és a levéltárakról szóló 1969. évi 27. törvényerejű rendelet végrehajtása tárgyában kiadott 30/1969. (IX. 2.) Korm. rendelet módosításáról
- 35/1970. (IX. 23.) Korm. rendelet 	 egyes mezőgazdasági és erdészeti kutató (kísérleti) intézetek létesítéséről szóló kormányrendeletek hatályon kívül helyezéséről
- 36/1970. (IX. 27.) Korm. rendelet 	 a lakosság borforgalmi adójáról
- 37/1970. (X. 7.) Korm. rendelet 	 a mezőgazdasági szakszövetkezetek tagjainak kötelező kölcsönös nyugdíjbiztosításáról
- 38/1970. (X. 17.) Korm. rendelet 	 a földadóról
- 39/1970. (X. 17.) Korm. rendelet 	 a mérgező hatású anyagok és készítmények bejelentéséről
- 40/1970. (X. 24.) Korm. rendelet 	 a külföldiek magyarországi munkavállalásának szabályozásáról
- 41/1970. (X. 27.) Korm. rendelet 	 a vállalati jövedelem- és bérszabályozás rendszeréről
- 42/1970. (X. 27.) Korm. rendelet 	 a gépjárművek kötelező felelősségbiztosításáról
- 43/1970. (X. 30.) Korm. rendelet 	 a földterületek méterrendszerű nyilvántartásáról
- 44/1970. (XI. 4.) Korm. rendelet 	 a dolgozók betegségi biztosításáról szóló 1955. évi 39. törvényerejű rendelet végrehajtása tárgyában kiadott 71/1955. (XII. 31.) MT rendelet módosításáról
- 45/1970. (XI. 4.) Korm. rendelet 	 a nyugellátások és egyéb ellátások évenkénti rendszeres emeléséről
- 46/1970. (XI. 11.) Korm. rendelet 	 a zártkertekben és egyes községekben a földtulajdoni és használati viszonyokra vonatkozó adatok rendezéséről
- 47/1970. (XI. 24.) Korm. rendelet 	 a mezőgazdasági lakosság jövedelemadójáról szóló 51/1967. (XI. 24.) Korm. rendelet módosításáról
- 48/1970. (XI. 24.) Korm. rendelet 	 az építésügyről szóló 1964. évi III. törvény végrehajtásáról szóló 30/1964. (XII. 2.) Korm. rendelet módosításáról
- 49/1970. (XII. 6.) Korm. rendelet 	 a beruházások rendjéről szóló 38/1967. (X. 12.) Korm. rendelet módosításáról
- 50/1970. (XII. 20.) Korm. rendelet 	 az időleges munkakötelezettségről szóló 1967. évi 29. törvényerejű rendelet végrehajtásáról
- 51/1970. (XII. 20.) Korm. rendelet 	 a föld alatti bányászok pótszabadságáról
- 52/1970. (XII. 24.) Korm. rendelet 	 a szabálysértésekre vonatkozó rendelkezések módosításáról
- 53/1970. (XII. 31.) Korm. rendelet 	 a dolgozók betegségi biztosításáról szóló 1955. évi 39. törvényerejű rendelet végrehajtása tárgyában kiadott 71/1955. (XII. 31.) MT rendelet módosításáról
- 54/1970. (XII. 31.) Korm. rendelet 	 a társadalmi tulajdonban lévő felesleges vagyontárgyak hasznosításáról és selejtezéséről, valamint a hiányzó és megsemmisült vagyontárgyak elszámolásáról szóló 3/1968. (I. 16.) Korm. rendelet módosításáról

### Egyéb fontosabb jogszabályok

#### Miniszteri rendeletek
- 2/1970. (II. 3.) EüM rendelet a közgyógyellátásról szóló 1/1958. (III. 23.) EüM rendelet módosításáról
- 1/1970. (III. 20.) MM rendelet a kiadói szerződések feltételeiről és a szerzői díjakról
- 2/1970. (III. 20.) MM rendelet a színpadi művek felhasználási szerződéseinek feltételeiről és a szerzői díjakról
- 3/1970. (III.?.) MM rendelet a zeneművek megírására és első nyilvános előadására vonatkozó szerződésekről
- 14/1970. (VI. 6.) ÉVM rendelet az építési és a felmérési naplóról
- 5/1970. (VI. 12.) MM rendelet a Magyar Rádió és a Magyar Televízió felhasználási szerződéseinek feltételeiről és a szerzők díjazásáról
- 3/1970. (VI. 14.) IM rendelet egyes járásbíróságok szervezetének és illetékességének módosításáról
- 6/1970. (VI. 24.) MM rendelet az alkalmazott grafikai művek felhasználási szerződésének feltételeiről és a szerzői díjakról
- 7/1970. (VI. 24.) MM rendelet kisplasztika, érem és plakett felhasználására vonatkozó szerződések feltételeiről és a szerzők díjáról
- 8/1970. (VI. 24.) MM rendelet a művészi fényképek felhasználási szerződéseinek feltételeiről és a szerzői díjakról
- 9/1970. (VI. 25.) MM rendelet az iparművészeti és ipari tervezőművészeti alkotások felhasználási szerződéseinek feltételeiről és szerzői díjáról
- 10/1970. (VI. 25) MM rendelet a képgrafikai alkotások felhasználási szerződéseinek feltételeiről és a szerzői díjakról
- 12/1970. (VI. 30.) MM rendelet a megfilmesítési szerződések feltételeiről és a szerzők díjazásáról
- 2/1970. (VII. 1.) OMFB-IM együttes rendelet a védjegyről szóló 1969. évi IX. törvény végrehajtásáról [4]
- 18/1970. (VII. 18.) PM rendelet Az  árvízkárt szenvedett vállalatok nyereségadózásáról és vállalati érdekeltsegi alapjainak képzéséről
- 3/1970. (XI. 5.) OMFB  rendelet a gyári vagy kereskedelmi védjegyek nemzetközi lajstromozására vonatkozó Madridi Megállapodás Nizzai Szövegének  végrehajtási szabályzatáról
- 45/1970. (XII. 15.) PM rendeletA belkereskedelmi tevékenység után fizetendő kereskedelmi adóról
- 30/1970. (XII. 24.) MÉM rendelet A vadgazdálkodásról és a vadászatról

## Európai Unió
- A Tanács 1108/70/EGK rendelete (1970. június 4.) a vasúti, közúti és belvízi közlekedéssel kapcsolatos infrastrukturális kiadásokra vonatkozó elszámolási rend bevezetéséről